# Arauco (Chili)
Pour les articles homonymes, voir Arauco (homonymie).
Arauco (en mapudungun eau calcaire) est une ville et une commune du Chili faisant partie de la province d'Arauco, elle-même rattachée à la région du Biobío. La ville d'Arauco se trouve au bord de l'océan Pacifique.

## Géographie

### Situation
La ville d'Arauco qui compte environ 17 000 habitants est située au bord de l'océan Pacifique, non loin d'une lagune de 400 ha formée à l'embouchure de la rivière Carampangue. La commune s'étend sur une vaste zones de collines culminant à environ 400 m. Elle comprend plusieurs villages dont les plus importants sont Laraquete (environ 5 000 habitants) et, Carampangue (environ 3 500 habitants). La ville se trouve à 486 km à vol d'oiseau au sud-sud-ouest de la capitale Santiago et à 50 km au nord-est de Lebu capitale de la Province d'Arauco.

### Démographie
En 2012, la population de la commune s'élevait à 34 902 habitants. La superficie de la commune est de 956 km2 (densité de 37 hab./km2),.

## Historique
Un premier fort baptisé San Felipe de Arauco est créé sur l'emplacement de la ville d'Arauco en 1552 par Pedro de Valdivia pour permettre l'implantation d'une colonie sur le territoire des Mapuches hostiles. Le fort est par la suite l'enjeu de plusieurs batailles entre conquistadors espagnols et tribus mapuches. Ceux-ci parviennent à plusieurs reprises à le détruire. Ce n'est qu'au début du XIXe siècle qu'un véritable village est établi. Arauco obtient le statut de ville en 1852.

Position de Arauco (en rouge) au sein de la Région du Biobío.